# Eduardo Delgado Rodríguez
Eduardo Delgado Rodríguez (1941 - 28 de junho de 2017) foi um general de brigada cubano e chefe da Diretoria de Inteligência em Cuba. Seu escritório tinha o nome de código MX.

## Carreira

### Atividades da Diretoria de Inteligência
Envolvido em uma série de atividades de inteligência estrangeira, Rodríguez foi o suposto supervisor de um incidente de 1996, onde quatro pilotos dos Irmãos do Resgate foram mortos após serem abatidos por aviões cubanos Mikoyan. O envolvimento da Diretoria de Inteligência foi revelado por Stuart Hoyt Jr., um agente reformado do FBI, durante o julgamento de cinco indivíduos acusados de espionagem para Cuba. Rodríguez também foi o investigador principal no julgamento e eventual execução do General Arnaldo Ochoa por traição e tráfico de drogas em 1989. Rodríguez foi citado dizendo em uma entrevista coletiva em 1991 que ele e agentes de inteligência haviam impedido uma "tentativa apoiada pelos EUA de criar um grupo de oposição na ilha", iniciada por exilados e dissidentes na Espanha e em Cuba, respectivamente.